# Ale Algra
Ale Algra (Swichum, 17 oktober 1902 - Leeuwarden, 27 maart 1970) was onderwijzer en leraar, die van 1924 - 1952 in Nederlands-Indië werkte. Later was hij onder andere leraar geschiedenis aan het Christelijk Lyceum in Sneek.
Bij het uitbreken van de Tweede Wereldoorlog was Algra met verlof in Nederland en kon hij niet terug naar Batavia. Toen heeft hij actief deelgenomen aan het verzet tegen de Duitsers. Hij gebruikte de schuilnamen 'Moethoen' (Zeelt) en 'A² '. Eenmaal terug in Indië schreef hij verhalen voor het Friesch Dagblad van 1946 tot 1952.
Algra schreef de zesdelige serie De Historie gaat door eigen dorp I-VI (1955 - 1960), een bundeling van stukken die hij wekelijks schreef in het Friesch Dagblad over de geschiedenis van Friese gemeenschappen. Hij ontving daarvoor in 1960 de Joost Halbertsmaprijs.
Samen met zijn broer Hendrik Algra schreef hij 14-delige reeks Dispereert niet, twee eeuwen historie van de nederlanden (1941-1956), die na 1956 als vijfdelige reeks is uitgegeven.
Ook schreef hij een uitgebreide geschiedenis De Gereformeerde Kerken in Nederlands-Indië en Indonesië 1877-1961 (Franeker, Wever, 1967)